# Biểu tình Nga 2021
Các cuộc biểu tình bắt đầu diễn ra ở Nga vào ngày 23 tháng 1 năm 2021 để ủng hộ nhà lãnh đạo đối lập bị bắt Alexei Navalny và sau khi bộ phim Cung điện cho Putin được phát hành, xoay quanh mối liên hệ giữa Tổng thống Vladimir Putin và một cung điện được cho là được xây dựng dành riêng cho ông. Theo BBC Russian Service, các cuộc biểu tình đã được tổ chức tại 196 thị trấn và thành phố ở Nga.

## Bối cảnh
Navalny đã phải nhập viện vào ngày 20 tháng 8 năm 2020, trong tình trạng nguy kịch sau khi ông bị đầu độc bằng chất độc thần kinh Novichok trong chuyến bay từ Tomsk đến Moscow. Navalny được sơ tán y tế đến Berlin và xuất viện vào ngày 22 tháng 9. Việc sử dụng chất độc thần kinh Novichok đã được Tổ chức Cấm vũ khí hóa học (OPCW) xác nhận. Mặc dù Điện Kremlin phủ nhận liên quan đến vụ đầu độc Navalny, EU và Anh đã đáp trả bằng cách áp đặt các biện pháp trừng phạt đối với 6 quan chức cấp cao của Nga và một trung tâm hóa chất của nhà nước. Navalny cáo buộc Tổng thống Vladimir Putin phải chịu trách nhiệm cho vụ đầu độc của mình. Một cuộc điều tra của Bellingcat và The Insider cho thấy có các đặc vụ từ Cơ quan An ninh Liên bang (FSB) trong vụ đầu độc Navalny.
Navalny trở lại Nga vào ngày 17 tháng 1 năm 2021, tại đó ông ngay lập tức bị giam giữ với cáo buộc vi phạm các điều khoản của án tù treo. Trước khi trở về, Cơ quan Cải tạo Liên bang (FSIN) nói rằng Navalny có thể phải đối mặt với án tù khi đến Moskva vì vi phạm các điều khoản quản chế, nói rằng sẽ có "nghĩa vụ" giam giữ Navalny khi ông trở về; vào năm 2014, Navalny nhận án treo trong vụ án Yves Rocher, mà ông gọi là có động cơ chính trị vào năm 2017, Tòa án Nhân quyền Châu Âu đã ra phán quyết rằng Navalny đã bị kết án bất công. Ủy ban Điều tra Nga cũng cho biết đang điều tra Navalny vì cáo buộc gian lận. Một quyết định của tòa án ngày hôm sau ra lệnh giam giữ Navalny cho đến ngày 15 tháng 2 vì vi phạm lệnh ân xá của ông. Một tòa án tạm được thiết lập trong đồn cảnh sát nơi Navalny đang bị giam giữ. Một phiên điều trần khác sẽ được tổ chức vào ngày 29 tháng 1 để xác định xem liệu án treo của Navalny có nên được thay thế bằng án tù hay không. Navalny mô tả thủ tục này là "sự vô pháp tối thượng". Ông cũng kêu gọi những người ủng hộ ông xuống đường, nói: "Đừng im lặng. Kháng cự. Ra đường - không phải cho tôi, mà là cho bạn ". Người đứng đầu mạng lưới khu vực của Navalny, Leonid Volkov, nói rằng công tác chuẩn bị cho các cuộc biểu tình sẽ được tổ chức trên cả nước vào ngày 23/1.
Trong khi ở trong tù, một đoạn video về cuộc điều tra của Navalny và Tổ chức Chống Tham nhũng (FBK) của ông đã được công bố, cáo buộc Putin tham nhũng. Đoạn video cũng kêu gọi mọi người xuống đường. Trước khi các cuộc biểu tình bắt đầu, video đã nhận được hơn 60 triệu lượt xem trên YouTube. Đoạn video được phát hành vào ngày 19 tháng 1 và đến ngày hôm sau, cơ quan giám sát truyền thông nhà nước Roskomnadzor đã yêu cầu các mạng xã hội VKontakte (VK) và TikTok ngừng lan truyền các lời kêu gọi biểu tình. Hiệu quả của những cuộc gọi này đang bị tranh cãi.
Vụ bắt giữ một số phụ tá và đồng minh của Navalny, bao gồm cả Lyubov Sobol, bắt đầu vào ngày 21 tháng 1. Một số đã bị bỏ tù hoặc bị phạt, với việc Sobol được thả. Bộ Nội vụ cũng đe dọa sẽ truy tố những người lan truyền lời kêu gọi tham gia biểu tình. Văn phòng Tổng Công tố cũng ra lệnh cho cơ quan kiểm duyệt Roskomnadzor chặn quyền truy cập vào các trang kêu gọi biểu tình. Vào ngày 22 tháng 1, Tổng cục trưởng của Bộ Nội vụ Matxcơva đã đưa ra một tuyên bố cảnh báo chống lại những lời kêu gọi hoặc tham gia biểu tình. Bộ tuyên bố rằng bất kỳ nỗ lực nào để tổ chức các sự kiện trái phép cũng như "các hành động khiêu khích của những người tham gia" sẽ được coi là "mối đe dọa đối với trật tự công cộng" và sẽ bị "trấn áp ngay lập tức". Mạng xã hội bắt đầu gỡ bỏ thông tin về các cuộc biểu tình. VK đã chặn quyền truy cập vào một số trang về các cuộc biểu tình, với các trang nói rằng nó đã bị chặn theo yêu cầu của Văn phòng Tổng Công tố. Roskomnadzor cũng tuyên bố rằng VK, Instagram, TikTok và YouTube đã chặn một số nội dung liên quan đến "kêu gọi trẻ em tham gia các sự kiện quần chúng bất hợp pháp". Tuy nhiên, Facebook và YouTube đã phản bác lại tuyên bố này. Facebook cho biết họ "đã nhận được yêu cầu từ cơ quan quản lý địa phương hạn chế quyền truy cập vào một số nội dung kêu gọi phản đối. Vì nội dung này không vi phạm Tiêu chuẩn cộng đồng của chúng tôi nên nội dung đó vẫn còn trên nền tảng của chúng tôi."

## Diễn biến

### 23 tháng 1

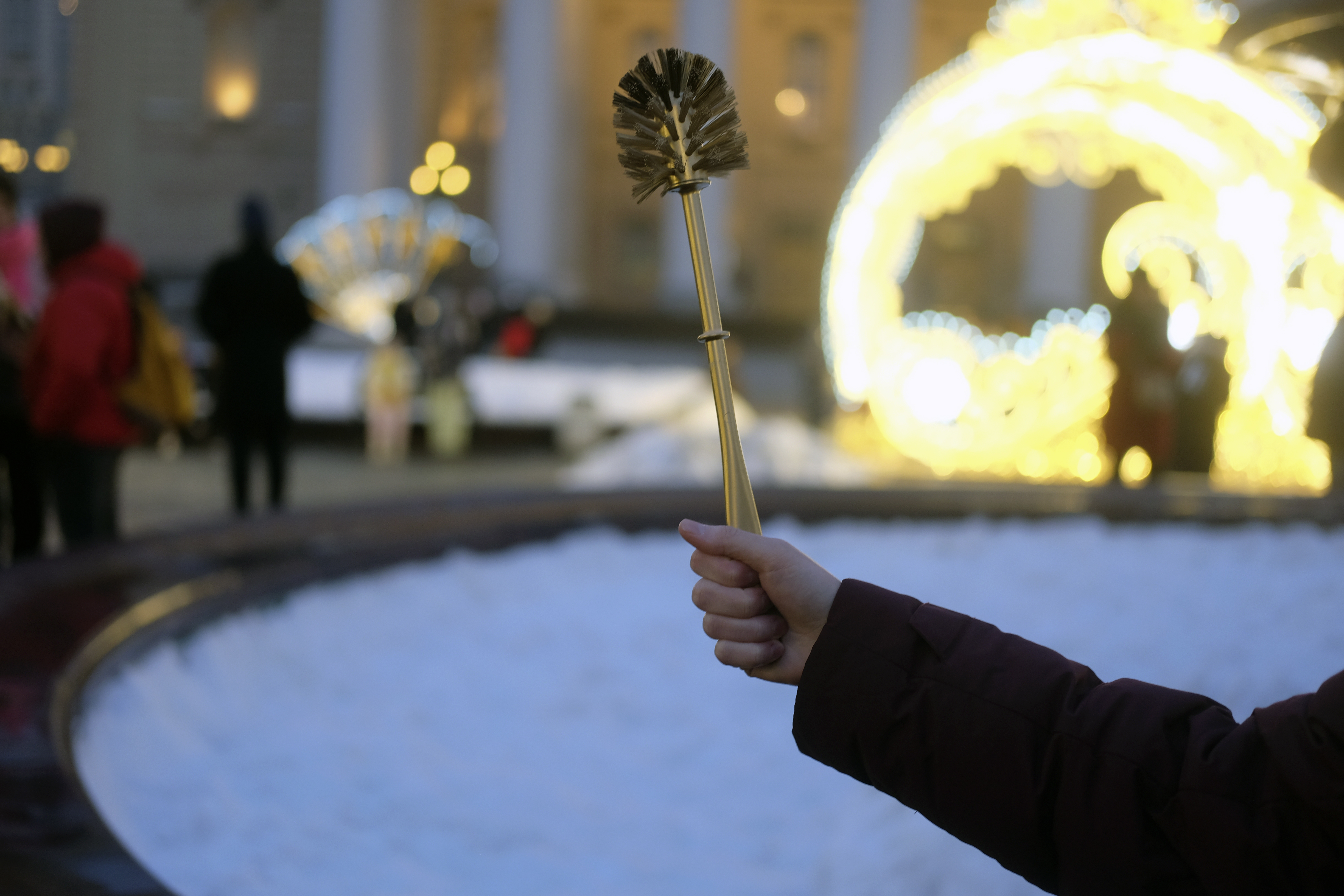
Một số người biểu tình giơ cao đồ cọ bồn cầu, chỉ cuộc điều tra của Navalny về dinh thự của Putin.

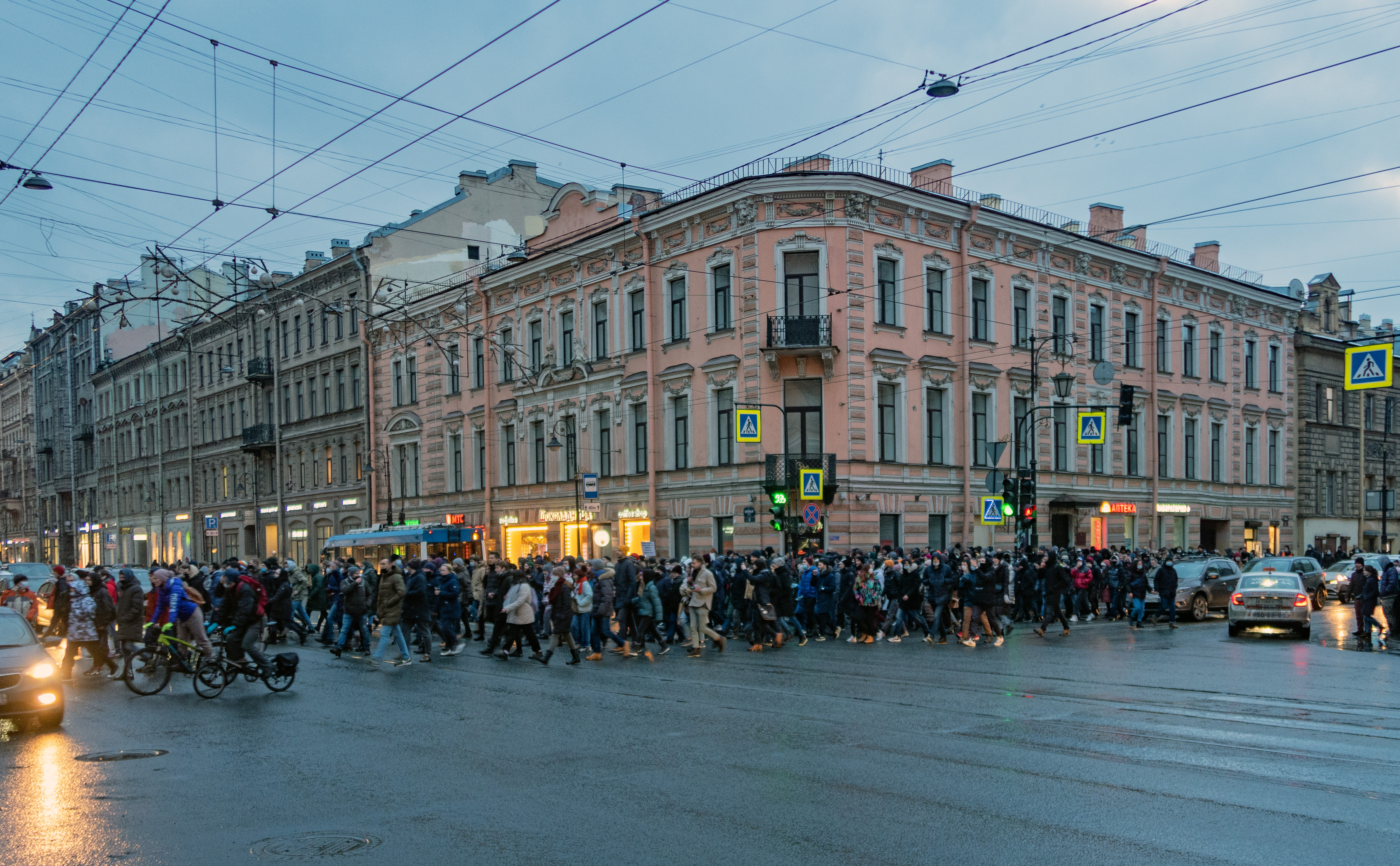
Liteyny Avenue, St. Petersburg

Reuters ước tính có khoảng 40.000 người biểu tình tụ tập ở Moskva. Cơ quan chức năng thì đưa ra con số 4.000, trong khi những nguồn khác nằm trong khoảng từ 15.000 đến 25.000 người. Người biểu tình bắt đầu tụ tập ở Đường Tverskaya và Quảng trường Pushkinskaya, rồi diễu hành đến gần Matrosskaya Tishina, nơi Navalny bị giam giữ. Cảnh sát chống bạo động trong thành phố bắt đầu ngăn chặn cuộc biểu tình và bắt giữ những người tham gia trước khi cuộc biểu tình bắt đầu. Vợ của Alexei Navalny, Yulia Navalnaya, bị cảnh sát bắt gần lối ra của ga tàu điện ngầm Teatralnaya; cô được thả sau 3 tiếng. Đồng minh của Navalny, Lyubov Sobol, cũng bị bắt giữ không lâu sau khi đến Quảng trường Pushkinskaya và phải nộp phạt. Đụng độ giữa người biểu tình và cảnh sát nhanh chóng nổ ra. Tại Đại lộ Tsvetnoy, một xe hơi FSB bị dừng bởi một đám đông biểu tình ném bóng tuyết vào, khiến tài xế bị thương ở mắt. Truyền thông nhà nước cho rằng khoảng 40 sĩ quan cảnh sát bị thương. Ủy ban Điều tra nói rằng sẽ mở cuộc điều tra các trường hợp bao lực chống lại cảnh sát. Rapper Nga Noize MC, rapper Vladi của nhóm Kasta, đạo diễn Vasily Sigarev, nhà văn Dmitry Bykov và những người khác cũng đến biểu tình tại Quảng trường Pushkinskaya.

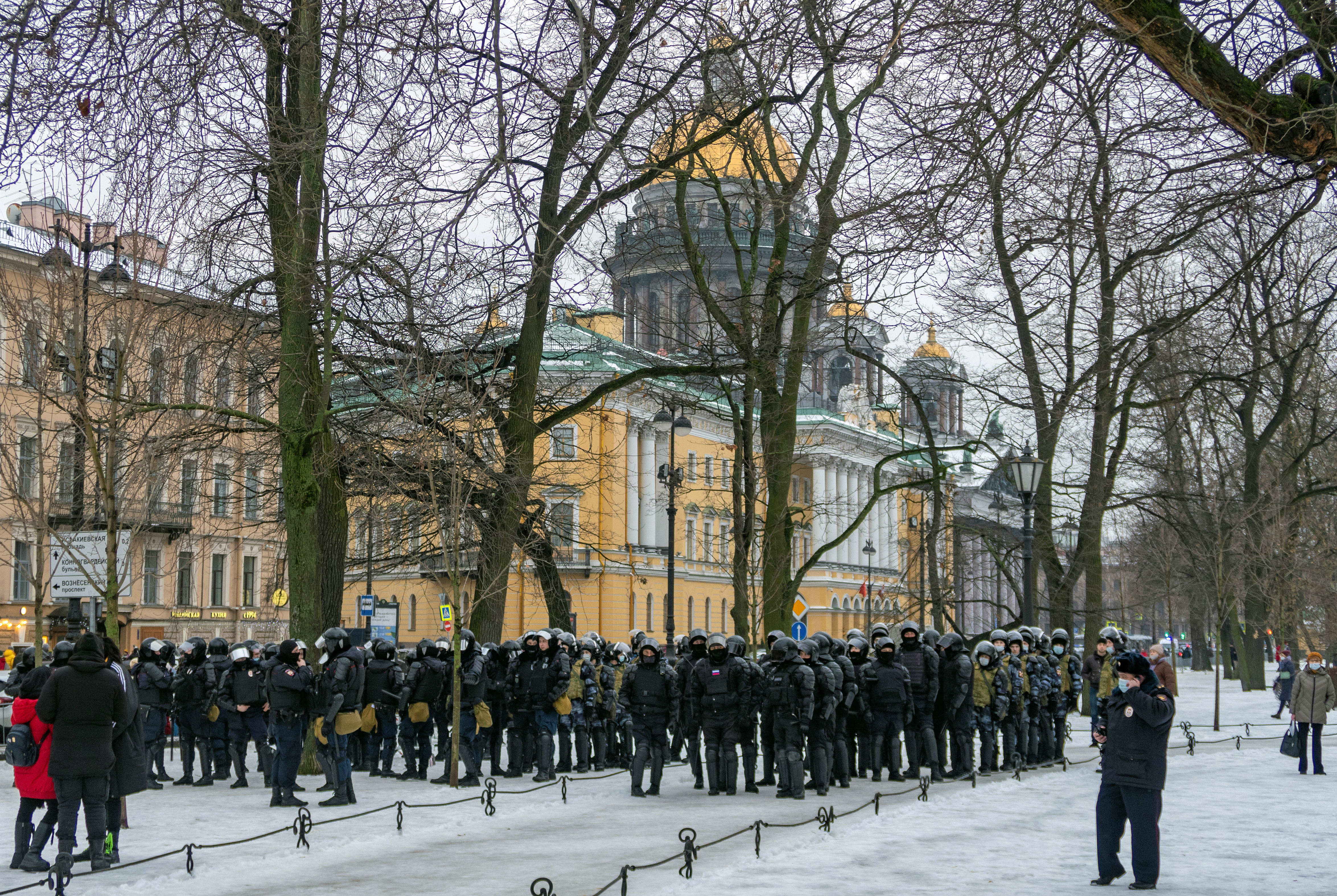
Vườn Aleksandr, St. Petersburg

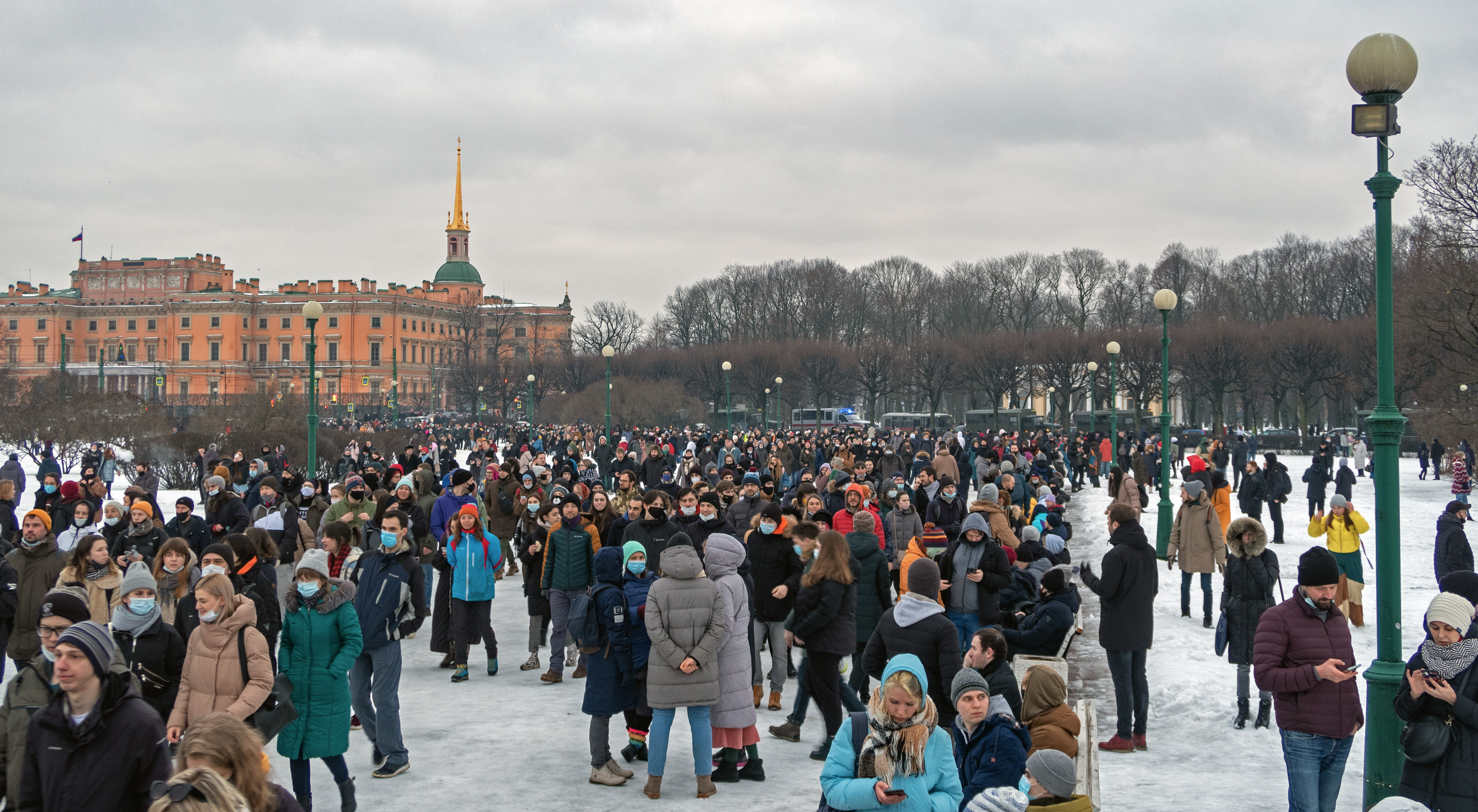
Quảng trường Mars, St. Petersburg

Số người biểu tình ước tính tại Perm nằm trong khoảng từ 3.000 đến 10,000. Theo MBKh Media, khoảng 2.500 người biểu tình tại Ufa, Bashkortostan, 5.000 người tại Chelyabinsk, khoảng 3.000 người tại Samara và 3.000 người biểu tình tại Arkhangelsk. Ở Kazan, khoảng 3.000–4.000 người tụ tập biểu tình, bắt đầu ở Đường Bauman. Ở Kaliningrad, khoảng 3.000 người được cho là đã tham gia biểu tình, di chuyển đến Quảng trường Chiến thắng. Tại Krasnodar, khoảng 5.000–7.000 người tham gia biểu tình, trong đó hơn 50 người bị bắt giữ, theo OVD-Info.
Ở vùng Viễn Đông Nga, có đến 3.000 người biểu tình tại Vladivostok, theo Novaya Gazeta. YouTuber người Nga Yury Dud tham gia biểu tình trong thành phố, tuy nhiên trả lời nhà báo rằng anh đến đó "vì âm nhạc, văn hóa và sự hiếu khách". Người biểu tình đi đến quảng trường trung tâm rồi tản ra. Theo Novaya Gazeta, khoảng 1.000 người biểu tình tụ tập ở Quảng trường Lenin, Khabarovsk để ủng hộ Navalny và nguyên thống đốc bị bắt Sergey Furgal trước khi cảnh sát giải tán đám đông và bắt đầu bắt giữ những người tham gia. Ở Yakutsk, hàng trăm người biểu tình tụ tập ở quảng trường chính của thành phố. Theo OVD-Info, hơn 60 người ở Khabarovsk, hơn 30 người ở Vladivostok và 30 người ở Yakutsk đã bị bắt giữ.
Ở một số thành phố của Nga, xảy ra hiện tượng mất kết nối Internet và sóng di động. Sự cố liên lạc được cho là xảy ra ở các thành phố như Moskva, St. Petersburg, Krasnodar, Tyumen, Chelyabinsk, Yekaterinburg, Voronezh, Rostov-on-Don, và Saratov. Người dùng Twitter ở Nga cũng cho biết gặp vấn đề trong việc truy cập mạng xã hội.

### Theo thành phố
| Thành phố           | Số người tham gia |
| ------------------- | ----------------- |
| Abakan              | –                 |
| Almetyevsk          | –                 |
| Arkhangelsk         | 100–300           |
| Astrakhan           | 500–1,000         |
| Balashikha          | –                 |
| Barnaul             | 1,500             |
| Belgorod            | –                 |
| Biysk               | –                 |
| Blagoveshchensk     | –                 |
| Bor                 | –                 |
| Bratsk              | –                 |
| Cheboksary          | 1,500             |
| Velikiye Luki       | –                 |
| Veliky Novgorod     | 350–500           |
| Vladivostok         | 3,000             |
| Vladimir            | –                 |
| Vologda             | 1,000             |
| Voronezh            | –                 |
| Yekaterinburg       | 10,000            |
| Ivanovo             | 500–600           |
| Izhevsk             | 1,000–1,500       |
| Irkutsk             | 2,000             |
| Kazan               | 10,000            |
| Kemerovo            | –                 |
| Kimry               | –                 |
| Klin                | –                 |
| Komsomolsk-on-Amur  | –                 |
| Krasnoyarsk         | 1,000–1,500       |
| Krasnodar           | 4,000–6,000       |
| Kurgan              | -                 |
| Lipetsk             | 1,000             |
| Magnitogorsk        | –                 |
| Makhachkala         | –                 |
| Moscow              | Up to 40,000      |
| Murmansk            | Hundreds          |
| Naberezhnye Chelny  | 500–600           |
| Nizhnevartovsk      | 30                |
| Nizhny Novgorod     | 10,000            |
| Nizhnaya Tura       | –                 |
| Novomoskovsk        | –                 |
| Novosibirsk         | 5,000             |
| Omsk                | –                 |
| Orenburg            | –                 |
| Penza               | –                 |
| Petrozavodsk        | –                 |
| Pskov               | –                 |
| Pushchino           | –                 |
| Rostov-on-Don       | 3,000             |
| Rybinsk             | –                 |
| Ryazan              | –                 |
| Saint Petersburg    | -                 |
| Samara              | 2,000–3,000       |
| Saratov             | 1,000–1,500       |
| Sevastopol1         | 200               |
| Severodvinsk        | 100–200           |
| Sergiyev Posad      | –                 |
| Simferopol1         | –                 |
| Smolensk            | –                 |
| Sochi               | 200–300           |
| Surgut              | 30                |
| Syktyvkar           | 1,000             |
| Tambov              | –                 |
| Tarusa              | –                 |
| Tver                | –                 |
| Tobolsk             | –                 |
| Tolyatti            | –                 |
| Tomsk               | 2,000             |
| Tula                | 200               |
| Tyumen              | 1,000–1,500       |
| Ulan-Ude            | –                 |
| Ulyanovsk           | –                 |
| Ust-Ilimsk          | –                 |
| Ufa (Bashkortostan) | –                 |
| Uyar                | –                 |
| Khabarovsk          | 1,000–1,500       |
| Khanty-Mansiysk     | 20                |
| Kholmsk             | –                 |
| Cherepovets         | 450               |
| Chita               | –                 |
| Yuzhno-Sakhalinsk   | –                 |
| Yakutsk             | –                 |
| Tất cả              | –                 |